# 웰컴 투 마이 하트
웰컴 투 마이 하트(Welcome to the Rileys)는 2010년 개봉한 미국의 드라마 영화이다. 이 영화는 2010년 선댄스 영화제에서 데뷔했다.

## 줄거리
십 대 딸의 죽음 이후, 더그와 로이스 라일리는 서로에게서 점점 멀어진다. 슬픔에 잠긴 로이스는 광장공포증에 시달리며 차갑고 냉담해지고, 더그는 젊은 웨이트리스와 불륜을 저지른다. 어느 날, 더그는 불륜 상대의 사망 소식을 듣고 머리를 식히기 위해 출장을 떠났다가, 우연히 만난 16세 스트리퍼 말로리를 만나게 된다. 그는 말로리에게 자신의 마음을 정리할 때까지 그녀의 집에 머물게 해달라고 제안하고, 그녀는 돈을 받고 이를 수락한다. 더그는 아내에게 당분간 집에 돌아가지 않을 것이라고 전하고, 로이스는 남편의 불륜 사실을 알고 있었음을 밝히지만 곧 전화를 끊는다.
시간이 지나면서 더그와 말로리는 독특한 동거 생활에 익숙해지고, 더그는 그녀에게 아버지와 같은 존재가 되어준다. 한편, 로이스는 결혼 생활을 되찾기 위해 밖으로 나가기로 결심하고 남편을 찾아 나선다. 더그는 말로리가 고객에게 강도를 당한 후 어려움에 처했다는 전화를 받고, 그녀에게 변화가 필요함을 깨닫게 해준다. 다음 날, 로이스가 도착하여 더그와 재회하고, 더그는 아내에게 말로리의 존재와 그녀의 직업을 털어놓는다. 로이스는 말로리를 탐탁치 않아 하지만, 곧 딸과 닮은 그녀에게 마음을 열게 된다.
로이스도 말로리의 집에 함께 살게 되면서 세 사람은 새로운 가족의 형태를 이루고, 로이스는 말로리에게 어머니 역할을 하며 즐거워한다. 하지만 로이스가 말로리를 위험에서 벗어나게 하려 하자 말로리는 도망치고, 이후 고객과의 다툼으로 체포된다. 더그와 로이스는 말로리를 돕지만, 그녀는 다시 도망친다. 그제야 더그와 로이스는 말로리를 딸의 대체재로 삼을 수 없다는 것을 깨닫고 집으로 돌아간다. 며칠 후, 더그는 말로리로부터 전화를 받는다. 말로리는 건강해진 모습으로 라스베이거스로 떠날 계획을 알리고, 더그는 그녀를 언제나 응원할 것임을 말한다.

## 캐스팅
- 제임스 간돌피니 - 더그 라일리 (Doug Riley)
- 크리스틴 스튜어트 - 앨리슨/맬러리 (Allison/Mallory)
- 멜리사 레오 - 로이스 라일리 (Lois Riley)
- 에이사 데이비스 - 비비안 (Vivian)
- 데이비드 젠슨 - 에드 (Ed)